# Clytocerus wollastoni
Clytocerus wollastoni és una espècie d'insecte dípter pertanyent a la família dels psicòdids que es troba a Àfrica: Algèria i l'arxipèlag de Madeira.